# Alte Kirche

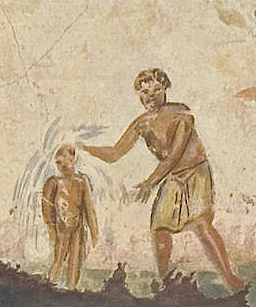
Taufdarstellung aus der Calixtus-Katakombe in Rom

Der Ausdruck alte Kirche, auch frühe Kirche und Frühchristentum, bezeichnet die ersten Jahrhunderte der Kirchengeschichte bis ungefähr 500; mit dieser Epochenabgrenzung ist die Abgrenzung der Gegenstandsbereiche der Lehrstühle für Alte Kirchengeschichte und Mittlere und Neuere Kirchengeschichte verbunden. Dabei ist die Verwendung des Begriffs „Kirche“ insofern kritisch zu sehen, als es sich bei den frühen Christen um eine noch sehr heterogene Bewegung handelte, in der es erst in der Mitte des 2. Jahrhunderts n. Chr. zur Etablierung entsprechender Organisationsformen kam.

## Zeitliche Eingrenzung

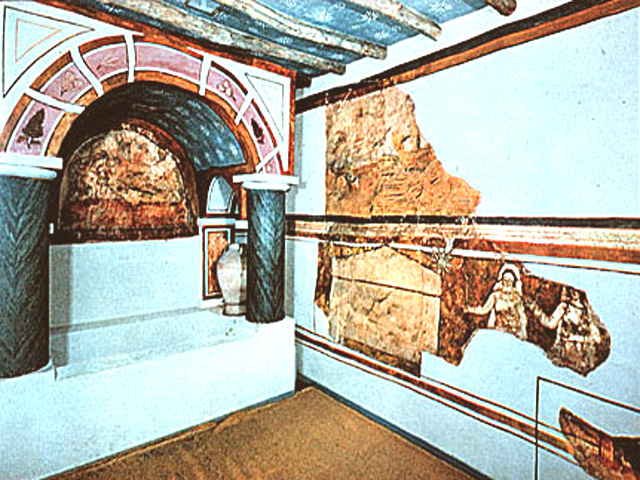
Baptisterium der Hauskirche von Dura Europos

Der Fisch, ein verbreitetes Symbol in der frühchristlichen Kunst

Für die zeitliche Begrenzung des als alte Kirche bezeichneten historischen Zeitraums existieren unterschiedliche Vorschläge. Zumeist versteht man darunter jedenfalls die Epoche vor der Abspaltung der altorientalischen Kirchen, also auch vor der theologischen Auseinanderentwicklung der orthodoxen und der römisch-katholischen Kirche. Die theologischen Entwicklungen, die ökumenischen Konzile, die Heiligen und Kirchenväter dieser Zeit werden mithin in allen großen Konfessionen anerkannt.
Generell zur Epoche der alten Kirche gerechnet werden die Zeit des Urchristentums, die Zeit der apostolischen Väter, der Apologeten, der frühchristlichen Märtyrer, der Kirchenväter, die spätantike Reichskirche nach der konstantinischen Wende und die ersten vier ökumenischen Konzile bis zum Konzil von Chalcedon 451.
Für die westliche Kirche wird die Epoche der alten Kirche oft bis zum Untergang des Weströmischen Reichs gerechnet, nach manchen Autoren auch bis zu Gregor dem Großen (540–604), dem letzten Kirchenvater des Westens, der auch in der Ostkirche anerkannt wird.

## Begriffe
Für die Kirchengeschichte in der Zeit der alten Kirche gibt es verschiedene Bezeichnungen, die sich teilweise überschneiden:
- Die Jerusalemer Urgemeinde war die erste christliche Gemeinde, die sich nach Pfingsten in Jerusalem versammelte, in der Zeit von etwa 30 bis 70.
- Urchristentum bezeichnet in der Christentumsgeschichte die Entstehungszeit des Christentums nach dem Tod Jesu von Nazaret um 30 oder 33. Manche Forscher setzen sein Ende bei der Verschriftung der synoptischen Evangelien (um 90 nach Christus), andere auch erst mit dem Auftreten der Apologeten in der Mitte des 2. Jahrhunderts.
- Die Zeit der apostolischen Väter bezeichnet die Zeit der Kirchenväter, die wahrscheinlich persönliche Beziehungen zu Aposteln hatten oder stark von ihnen beeinflusst wurden, also der Kirchenväter der zweiten und dritten Generation im späten ersten Jahrhundert und in der ersten Hälfte des zweiten Jahrhunderts.
- Als frühes Christentum oder Frühchristentum wird teils die gesamte Epoche der Alten Kirche bezeichnet, teils nur die vorkonstantinische Zeit (die Zeit bis zur Anerkennung des Christentums als Religio licita durch Kaiser Konstantin im Mailänder Toleranzedikt von 313), teils auch nur die Zeit des Urchristentums.
- Die Zeit der vorerst sporadischen, etwa ab 100 auch systematischen, zunächst lokalen und in späteren Jahrhunderten auch reichsweiten Christenverfolgungen im Römischen Reich begann mit der Neronischen Verfolgung und endete mit dem Mailänder Toleranzedikt von 313, endgültig mit der Anerkennung der christlichen Kirche als einziger Staatsreligion 391.
- Wesentliche Schritte zur römischen Reichskirche waren das Dreikaiseredikt 380, das den römisch-alexandrinischen trinitarischen Glauben zur offiziellen Religion des Römischen Reichs erklärte, um die innerchristlichen Streitigkeiten zu beenden, und das Edikt von 391, mit dem Theodosius I. die heidnischen Kulte verbot. Gemäß der heutigen Sicht vieler Forscher war es jedoch erst Justinian I., der Mitte des sechsten Jahrhunderts im Römischen Reich das Christentum tatsächlich gegen das Heidentum durchsetzte. Die römische Reichskirche hatte gegenüber dem Staat nie die Macht der römisch-katholischen Kirche im Mittelalter, sondern war besonders im Osten immer in einem prekären Gleichgewicht mit der staatlichen Macht des Kaisers.
- Als Zeit der ökumenischen Konzilien wird die Zeit der sieben ökumenischen Konzile vom ersten Konzil von Nizäa 325 bis zum zweiten Konzil von Nizäa 787 bezeichnet.
- Patristik ist die Wissenschaft, die sich mit der Zeit der Kirchenväter vom zweiten bis ins achte Jahrhundert befasst.
- Als Pentarchie wird die Zeit der fünf ökumenischen Patriarchate bezeichnet. Diese Patriarchate existierten de facto seit dem ersten Konzil von Konstantinopel 381 und wurden 451 am Konzil von Chalcedon endgültig definiert. Die Pentarchie umfasste die Patriarchate des Abendlandes, Konstantinopel, Alexandrien, Antiochien und Jerusalem. Die Pentarchie endete mit dem Morgenländischen Schisma etwa um die Jahrtausendwende.

## Organisatorische Entwicklungen
In die Zeit der alten Kirche fällt die Entwicklung vom Urchristentum zur Bischofskirche und dann zu den fünf Patriarchaten: Alexandrien, Antiochien, Jerusalem, Konstantinopel und des Abendlandes. Bis zum Anfang des 4. Jahrhunderts tauschten sich die Bischöfe vor allem brieflich aus. Nach der konstantinischen Wende „entwickelte sich ein reger Synodalbetrieb“, zumal die Bischöfe nun den Cursus publicus, die kaiserliche Post, nutzen konnten.
Ebenfalls in die Zeit der alten Kirche fallen die Anfänge des Mönchtums, die Entstehung der ersten Klöster in Ägypten, die Ordensregeln der hll. Basilius und Benedikt.

## Theologische Entwicklungen
In der Zeit der alten Kirche entstanden der Kanon des Neuen Testaments und die allgemein anerkannten Glaubensbekenntnisse. Theologisch und philosophisch entspricht die Zeit der Patristik. Wesentliche Konflikte dieser Zeit gibt es mit der Gnosis, dem Marcionismus, mit dem „Hellenismus“ (Apologeten), bezüglich der Christologie (arianischer Streit, nestorianischer Streit) und bezüglich der Ekklesiologie (Donatismus).

## Chronik
- um 30: Kreuzigung Christi; in der Folgezeit kommt es zu vereinzelten Christenverfolgungen im Römischen Reich
- um 65: Enthauptung des Paulus und Kreuzigung des Petrus in Rom (unsicher)
- 60 bis 95: pseudoanonyme Niederschrift der Evangelien (unsicher)
- um 125: Datum des ältesten bekannten Fragments des Neuen Testaments, also bereits einer Abschrift
- um 220: Calixtus I. beansprucht Ausnahmestellung des Bischofs von Rom
- 313: Kaiser Konstantin sichert den Christen durch die Mailänder Vereinbarung Religionsfreiheit zu
- 325: Konzil von Nicäa
- 330: Konstantin der Große benennt Byzanz um in „Nova Roma“
- 28. Februar 380: Theodosius I., Gratian und Valentinian II. erklären in dem Dreikaiseredikt Cunctos populos das Christentum in der trinitarischen Form zur Staatsreligion
- 391: Theodosius I. verbietet alle heidnischen Kulthandlungen
- um 400: Bekenntnisse von Augustinus